# موسیقی کلیسایی

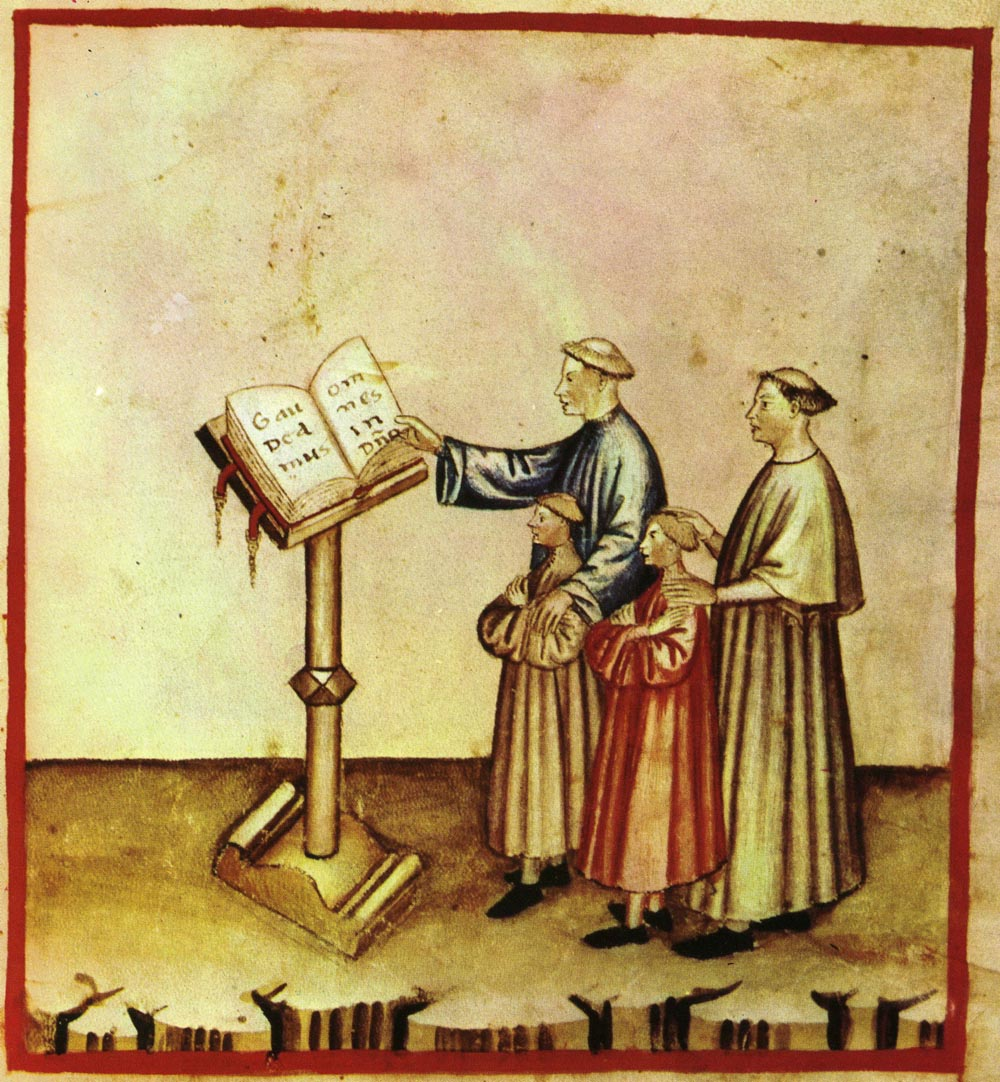
جنبه های زندگی روزمره، آواز خواندن در کلیسا، دفترچه یادداشت سانی

موسیقی کلیسایی موسیقی‌ای است که برای اجرا در کلیسا یا هر زمینه دیگر نیایش‌سرایی کلیسایی آیینی نوشته شده باشد. این موسیقی همچنین می‌تواند برای آوازهای روحانی مکان‌های مقدس از جمله سرود دینی نوشته شده باشد. 

## بن‌مایه‌ها
- مشارکت‌کنندگان ویکی‌پدیا. «Church music». در دانشنامهٔ ویکی‌پدیای انگلیسی، بازبینی‌شده در ۱۲ ژانویه ۲۰۲۱.